# 쇼트 스털링
쇼트 스털링은 영국이 2차대전 당시 사용하던 4발 중폭격기 가운데 최초로 개발된 기종이다. 쇼트 스털링은 1936년 각 항공사로 배부된 새로운 4발 폭격기 개발 시방서 B.12/36에 의하여 개발된 기체로서, 1939년 첫 비행을 스털링을 1/2로 축소시킨 쇼트 31에 의하여 비행에 성공하게 되었다. 그리고 비행과 풍동시험이 성공하자 1941년부터 생산에 들어가 영국 공군에 납품하게 되었다. 그러나 점차 핸들리 페이지 핼리팩스나 아브로 랭카스터 등의 더욱 성능이 좋은 폭격기들이 나타나면서 점차 1943년,44년부터 퇴역하기 시작하여 폭격임무에서는 거의 제외되고 대신 글라이더 예인이나 물자수송같은 일을 도맡아하게 되었다.

## 설계와 성능
이 기체는 6.35톤의 폭장이 가능하였으며 당시로서는 매우 경이로운 폭장량이었다. 또한 굉장히 몸집이 커서 당대 최고 폭장량을 자랑하던 랭카스터보다 크다. 사실 영국 4발 폭격기중 가장 큰 것이 스털링, 가장 작은 것이 랭카스터이다. 이 기체의 특징으로는 주익 스파가 폭장실을 가로지른다는 것이다. 그로 인하여 6.35톤의 폭장이 가능하였으나 대형폭탄의 수납은 불가능하였고 영국 공군 폭격기들은 그냥 일반 폭격뿐 아니라 지진폭탄 공격, 블록버스터 폭탄, 도약폭탄등도 사용하여 특수공격도 하였기 때문이다. 특히 블록버스터 폭탄은 웬만한 중폭격기들이 달고 폭격을 했으나(햄덴같은 소형 2발 빼고)스털링은 어쩔수 없이 주익 스파 밑에 집중적으로 대량의 소이탄이나 소형폭탄들을 장비해야 하였다. 또한, 스털링이 최대폭장량으로 폭탄을 수납하면 오직 항속거리가 약 590마일 정도밖에 되지 않았기 때문이기도 하다. 게다가 점점 구식화되어 가면서 계량되는 형태들은 다 글라이더 예인이나 물자/요인 수송 등이었다. 결국 1946년 퇴역하였다.

## 사용한 공군
쇼트 스털링은 영국, 이집트, 캐나다 공군이 사용했다.

## 같이 보기
- 아브로 랭커스터
- 보잉 B-17 플라잉 포트리스
- 컨살러데이티드 B-24 리버레이터